# Parafia Ewangelicko-Augsburska w Lasowicach Wielkich
Parafia Ewangelicko-Augsburska – parafia Kościoła Ewangelicko-Augsburskiego mieszcząca się przy ulicy Odrodzenia 23 w Lasowicach Małych, należąca do diecezji katowickiej.

## Historia parafii
Parafia powołana została w 1599 roku, po czym rozwiązana przez Ferdynanda III Habsburga. W tym czasie parafia posiadała kościół parafialny w Lasowicach Wielkich oraz kościoły filialne w Lasowicach Małych i Tułach. Wszystkie te obiekty zostały w okresie kontrreformacji skonfiskowane i przekazane katolikom. W 1735 roku luteranie ponownie wybudowali kościół, tym razem w Lasowicach Małych. Wkrótce i ta świątynia przeszła w ręce katolików. Parafia ponownie ustanowiona została w 1867 roku, za panowania Wilhelma I Hohenzollerna. Było to możliwe dzięki wybudowaniu przez luteran w latach 1864–1866 nowego kościoła parafialnego Świętych Piotra i Pawła w Lasowicach Wielkich. 16 czerwca 1864 roku wmurowano kamień węgielny, a 29 czerwca 1866 roku poświęcono nowy kościół parafialny. Pierwszym proboszczem, po reerygacji parafii, został pastor Emil Wilhelm Mücke. W tym czasie istniały już na terenie parafii szkoły ewangelickie, m.in. w Gronowicach, Lasowicach Małych, Lasowicach Wielkich i Osi. W 1878 roku wybudowana została plebania. W 1913 roku spłonęła plebania, która wkrótce została odbudowana. W 1932 roku parafianie wybudowali w Lasowicach Małych, przedszkole, które dało pomieszczenia na potrzeby nabożeństw, dzięki czemu wieś znów stała się filiałem parafii. W 1946 roku parafię powiększono o filiały w Fosowskiem (wcześniej filiał parafii Zawadzkie), Oleśnie i w Zawadzkiem (ostatnie z wymienionych stanowiły dotąd samodzielne parafie). Na terenie powiększonej parafii odebrano luteranom i przekazano katolikom kościoły w Biskupicach i Dobrodzieniu, przez co parafie te, dotąd samodzielne, przestały istnieć. Ponadto znacjonalizowano wszystkie szkoły ewangelickie, plebanie oraz dom parafialny w Oleśnie. W ostatnim czasie niektóre z tych nieruchomości udało się parafii odzyskać, poprzez zwrot lub odkupienie. Wszystkie z nich po latach zaniedbań wymagały remontu kapitalnego. W odkupionej od gminy Lasowice Wielkie dawnej szkole ewangelickiej w Lasowicach Małych parafianie urządzili Lasowicki Dom Tolerancji i Kultury. W 2007 roku dokonano gruntownej restauracji tego obiektu.
Od 2000 roku proboszczem parafii jest ksiądz Ryszard Pieron.

## Duszpasterze
- Martin Laurentius (łac. Laurenti Martinus) (1590-1630, proboszcz, wypędzony z parafii),
- Emil Wilhelm Mücke (do 1877, proboszcz),
- Eduard Wilhelm Wladislaus Lemon (1877-1879, wikariusz),
- Matthias Kmet (1879-1888, wikariusz, od 1884 proboszcz),
- Wilhelm Kosmala (1888, wikariusz),
- Ernst Georg Hartnik (1889-1898, proboszcz),
- Carl Gustav Adolf Weigelt (1898-1935, proboszcz),
- Herbert Mochalski (1935–1937, administrator, w 1937, proboszcz),
- Bruno Torinus (1938–1939, proboszcz),
- Bernhard Wirsich (kwiecień 1939 do 31 grudnia 1943, wikariusz, od sierpnia 1940 proboszcz),
- Karol Klus (1945-1947, proboszcz),
- Karol Sztwiertnia (wiosna 1947-1951, posługa duszpasterska),
- Ernest Oborny (1951-1961, wikariusz senioralny, po 5 latach jej administrator),
- bp Rudolf Pastucha (1963-1980, proboszcz),
- Henryk Mach (1981–1983, posługa duszpasterska, 1983 ordynowany w Oleśnie, wikariusz; obecnie proboszcz parafii Biała w Diecezji Cieszyńskiej),
- Zbigniew Kowalczyk (1983 do 30 czerwca 1989, administrator),
- Waldemar Szajthauer (sierpień 1989-1998, posługa duszpasterska, od 1992 administrator; obecnie proboszcz parafii Wisła-Centrum),
- Ryszard Pieron (od 1 marca 1998 wikariusz, od 3 grudnia 2000 proboszcz)[5].

## Filiały
- Kościół ewangelicko-augsburski w Fosowskiem
- Kaplica ewangelicka w Lasowicach Małych
- Kościół Krzyża Chrystusowego w Oleśnie
- Kościół Marcina i Katarzyny Luter w Zawadzkiem

## Diakonia
- Lasowicki Dom Tolerancji i Kultury – świetlica środowiskowa w Lasowicach Małych.
- Wypożyczalnia sprzętu rehabilitacyjnego w Lasowicach Wielkich.

## Galeria

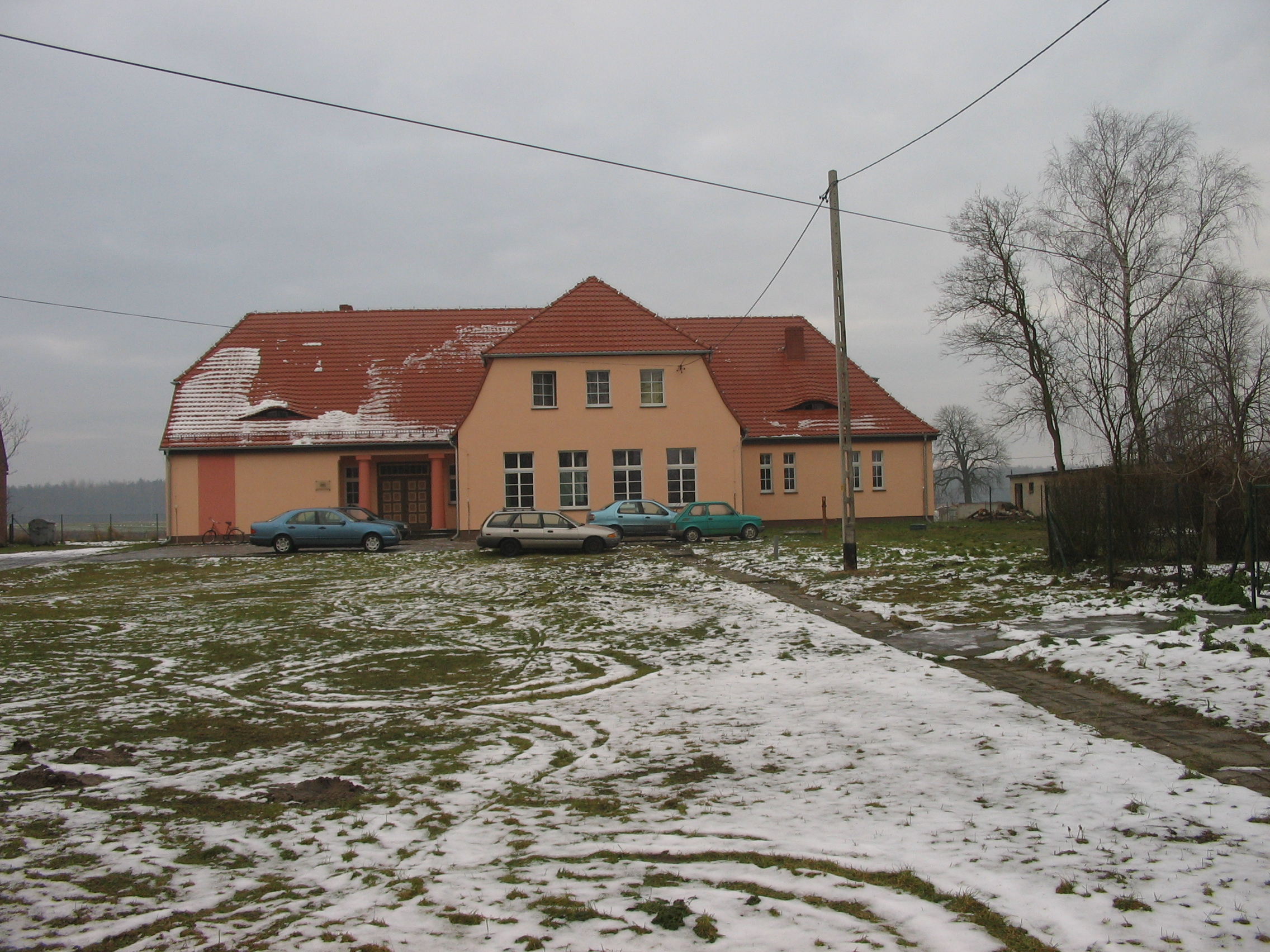
Lasowicki Dom Tolerancji i Kultury w Lasowicach Małych
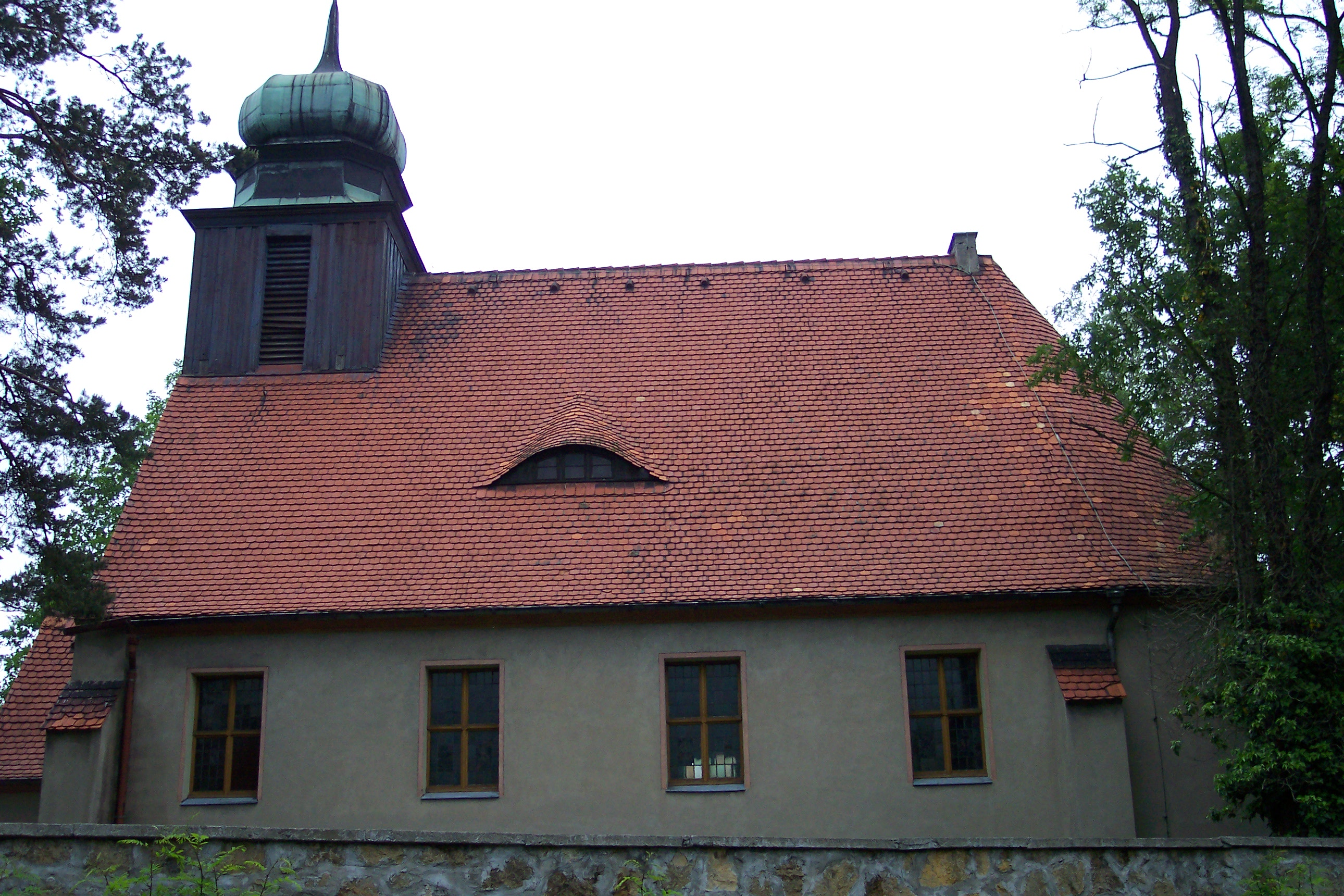
Kościół ewangelicko-augsburski w Fosowskiem
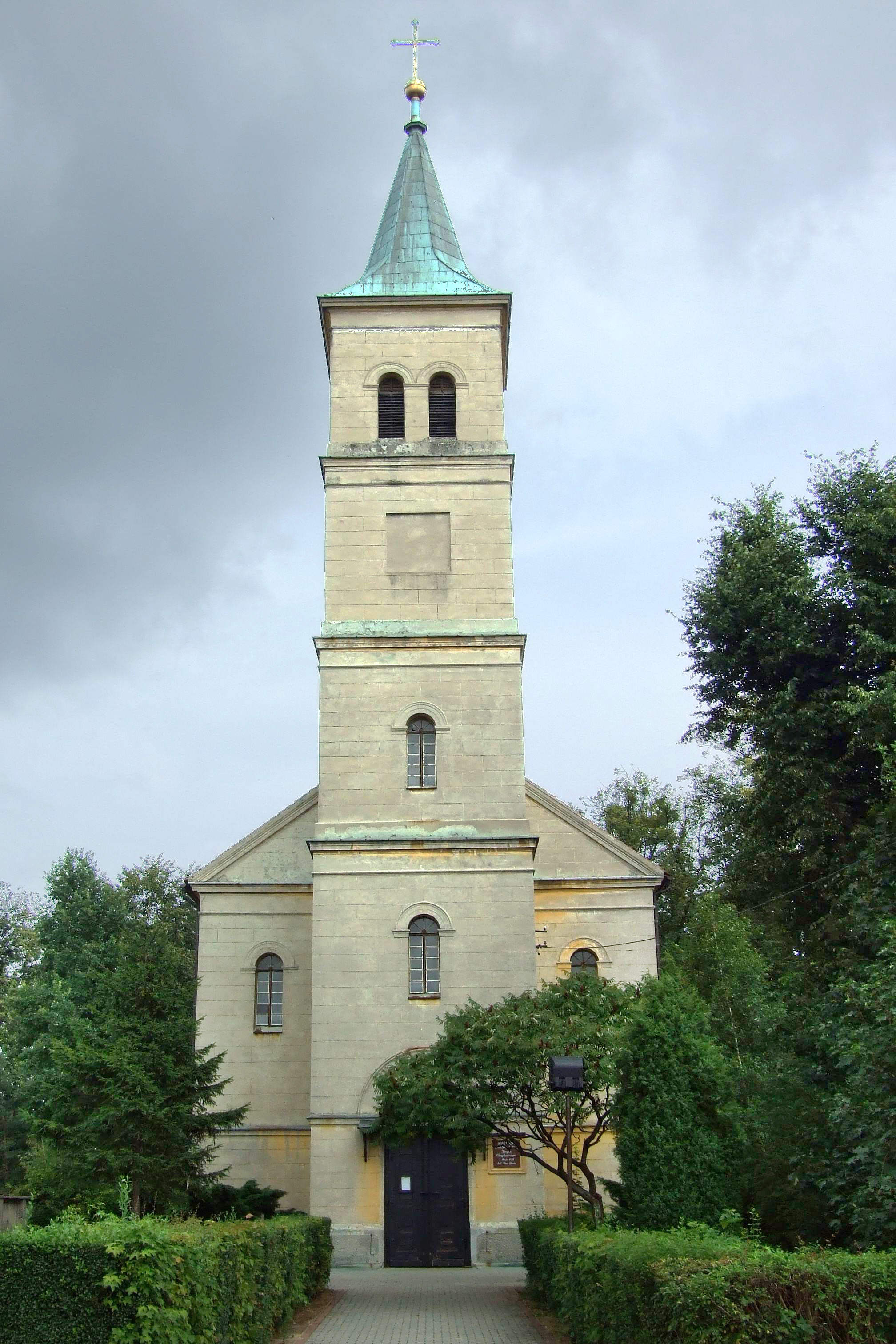
Kościół Krzyża Chrystusowego w Oleśnie
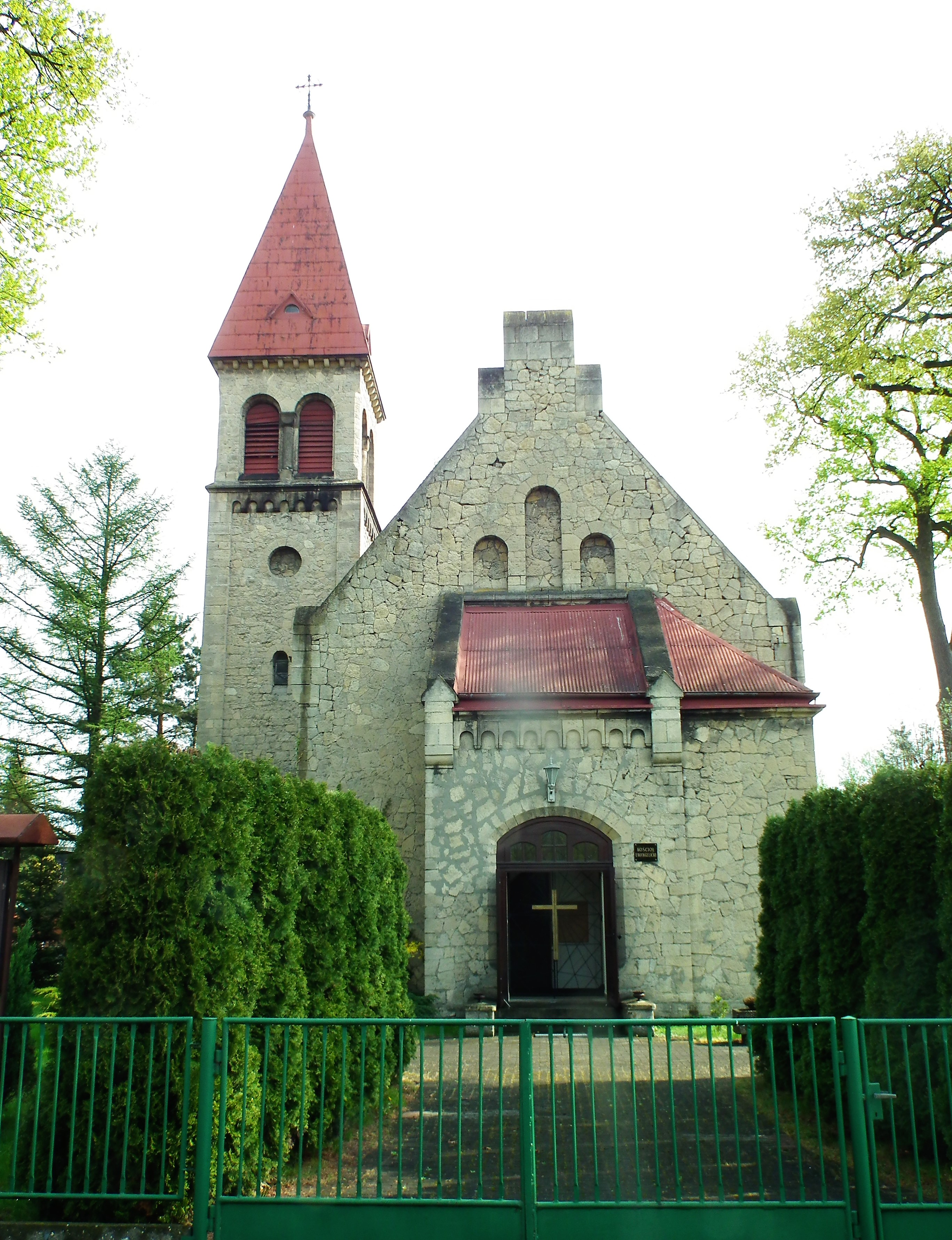
Kościół Marcina i Katarzyny Luter w Zawadzkiem